# General Lavalle (Buenos Aires)
Pour les articles homonymes, voir General Lavalle.
General Lavalle, aussi appelée Ajó, est une localité argentine située dans le partido homonyme, dans la province de Buenos Aires.

## Démographie
La localité compte 1 827 habitants (Indec, 2010), ce qui représente une augmentation de 24 % par rapport au recensement précédent qui comptait 1 475 habitants en 2001.

## Parc national de Campos del Tuyu
Il s'agit de 3 040 hectares appartenant à l'écorégion de La Pampa. Le 4 juin 2009, par la loi no 26499, les terres ont été converties en parc national par le Congrès national. La création du parc national Campos del Tuyú a été possible grâce au don par la Fundación Vida Silvestre Argentina (Fondation argentine pour la vie sauvage) de sa réserve privée Campos del Tuyú (créée en 1979, grâce à un accord avec la famille Quiroga Leloir, alors propriétaire de l'estancia Linconia). En outre, la Fundación, le gouvernement de la province de Buenos Aires, la municipalité de General Lavalle et l'administration des parcs nationaux travaillent ensemble. Pour l'instant, la zone protégée n'est pas ouverte aux visiteurs.

## Culture

### Fiesta de la Torta Negra
Les Tortas Negras sont un produit artisanal local qui a gagné en notoriété grâce aux commentaires de bouche à oreille des touristes qui, en route vers la côte Atlantique, s'arrêtaient année après année à la boulangerie Del Pueblo et adoucissaient leur voyage avec ces irrésistibles confiseries. Le caractère spongieux de la pâte et la cuisson au feu de bois rendent cette spécialité unique. En raison de ce succès, la Fiesta de la Torta Negra de General Lavalle, événement promotionnel de renommée régionale et déclaré d'intérêt municipal et provincial, est organisée depuis 2017,. Des stands d'artisans locaux et régionaux sont installés sur les 4 boulevards de la ville, il y a des spectacles de folklore et de tango, et un espace pour la présentation des différents ateliers proposés par la municipalité tout au long de l'année.

## Religion
| Diocèse  | Chascomús                   |
| -------- | --------------------------- |
| Paroisse | Nuestra Señora de la Merced |